# Toronaeus virens
Toronaeus virens är en skalbaggsart som beskrevs av Bates 1864. Toronaeus virens ingår i släktet Toronaeus och familjen långhorningar. Inga underarter finns listade i Catalogue of Life.